# Bargou (délégation)
Bargou est une délégation tunisienne dépendant du gouvernorat de Siliana.
En 2004, elle compte 13 823 habitants dont 6 969 hommes et 6 854 femmes répartis dans 2 926 ménages et 3 134 logements.